# Huaibei
Huaibei is een stad in de gelijknamige prefectuur in de oostelijke provincie Anhui, Volksrepubliek China. Bij de volkstelling van 2020 had de stad 830.891 inwoners, de prefectuur had 1.970.265 inwoners.
Huaibei grenst in het oosten aan Suzhou, in het zuiden aan Bengbu, in het westen aan Bozhou en de provincie Henan in het noorden.